# Notharchus pectoralis
El buco pechinegro (Notharchus pectoralis), también denominado bobo pechinegro y chacurú de pecho negro o chacurú pechinegro, es una especie de ave piciforme de la familia Bucconidae que vive en las regiones costeras de Colombia, este de Panamá y extremo norte de Ecuador.